# Microchilus pseudominor
Microchilus pseudominor är en orkidéart som beskrevs av Paul Ormerod. Microchilus pseudominor ingår i släktet Microchilus och familjen orkidéer. Inga underarter finns listade i Catalogue of Life.